# غونار بيرغ (سياسي)
غونار بيرغ هو سياسي نرويجي، ولد في 1940 في Etne ‏ في النرويج. نشط حزبياً في حزب العمال.

## مناصب
- انتخب رئيس مجلس الإدارة اللجنة النرويجية لجائزة نوبل (2000 – 31 ديسمبر 2002).
- انتخب عضو برلمان النرويج  [لغات أخرى]‏ عن دائرة Rogaland (Storting constituency) [الإنجليزية]‏ وقد انضم خلال فترته النيابية ‏ (1 أكتوبر 1989 – 30 سبتمبر 1993) للكتلة البرلمانية حزب العمال.
- انتخب عضو برلمان النرويج  [لغات أخرى]‏ عن دائرة Rogaland (Storting constituency) [الإنجليزية]‏ وقد انضم خلال فترته النيابية ‏ (1 أكتوبر 1985 – 30 سبتمبر 1989) للكتلة البرلمانية حزب العمال.
- انتخب عضو برلمان النرويج  [لغات أخرى]‏ عن دائرة Rogaland (Storting constituency) [الإنجليزية]‏ وقد انضم خلال فترته النيابية ‏ (1981 – 1985) للكتلة البرلمانية حزب العمال.
- انتخب عضو برلمان النرويج  [لغات أخرى]‏ عن دائرة Rogaland (Storting constituency) [الإنجليزية]‏ وقد انضم خلال فترته النيابية ‏ (1977 – 1981) للكتلة البرلمانية حزب العمال.
- انتخب عضو برلمان النرويج  [لغات أخرى]‏ عن دائرة Rogaland (Storting constituency) [الإنجليزية]‏ وقد انضم خلال فترته النيابية ‏ (1973 – 1977) للكتلة البرلمانية حزب العمال.
- انتخب Minister of Local Government and Regional Development [الإنجليزية]‏ (4 سبتمبر 1992 – 25 أكتوبر 1996).
- انتخب Minister of Finance of Norway ‏ (9 مايو 1986 – 16 أكتوبر 1989).
- انتخب عضو برلمان النرويج  [لغات أخرى]‏ عن دائرة Rogaland (Storting constituency) [الإنجليزية]‏ وقد انضم خلال فترته النيابية ‏ (1969 – 1973) للكتلة البرلمانية حزب العمال.